# Sherwoodite
La sherwoodite è un minerale.